# Plagiocarpus
Plagiocarpus es un género  de plantas con flores  perteneciente a la familia Fabaceae. Es originario de Australia.

## Especies
- Plagiocarpus arcuatus I.Thomps.
- Plagiocarpus arnhemicus I.Thomps.
- Plagiocarpus axillaris Benth.
- Plagiocarpus conduplicatus I.Thomps.
- Plagiocarpus dispermus I.Thomps.
- Plagiocarpus lanatus I.Thomps.
- Plagiocarpus longiflorus I.Thomps.

## Taxonomía
El género fue descrito por George Bentham y publicado en Hooker's Icones Plantarum pl. 1162, en el año 1876.